# Тастыбулак (Алматинская область)
Тастыбулак (каз. Тастыбұлақ) — село в Карасайском районе Алматинской области Казахстана. Входит в состав сельского округа Таусамалы. Находится примерно в 15 км к востоку от центра города Каскелен. Код КАТО — 195239600.

## Население
В 1999 году население села составляло 427 человек (213 мужчин и 214 женщин). По данным переписи 2009 года, в селе проживало 666 человек (330 мужчин и 336 женщин).